# Nikolaï Krestinski
Nikolaï Nikolaïevitch Krestinski (en russe : Николай Николаевич Крестинский) est un révolutionnaire russe et un homme d'État soviétique, né le 13 octobre 1883 à Moguilev, dans l'Empire russe (aujourd'hui en Biélorussie), et mort exécuté le 15 mars 1938 à Moscou.

## Biographie
Nikolaï Krestinski est le fils d'un enseignant de lycée. Il sort diplômé en 1901 du 2e lycée pour garçons de Vilnius avec médaille d'or, puis en 1907 de la faculté de droit de l'université de Saint-Pétersbourg. Il travaille alors comme assistant puis comme avocat à partir du 9 juin 1912. 
Parallèlement, dès 1903 il adhère au Parti ouvrier social-démocrate de Russie, puis participe à la révolution de 1905 à Saint-Pétersbourg, où il rejoint la faction bolchévique du parti. Expulsé un temps de la capitale, il y retourne pour finir ses études de droit. Dès 1906, il représente le Comité régional du Nord-Ouest du RSDLP au Comité central et au Centre bolchevique. De 1908 à 1914, il est conseiller juridique d'un certain nombre de syndicats et de factions sociales-démocrates dans les 3e et 4e Dumas d'État. Il se présente en 1912 au nom du parti bolchévik aux élections à la Douma pour la circonscription de Saint Petersbourg, sans être élu.
Au début de la Première Guerre mondiale, il est arrêté et exilé vers Ekaterinbourg. Après la révolution de février 1917, il est gracié et est élu président du comité provincial d'Ekaterinbourg du RSDLP. L'efficacité de son travail à Ekaterinbourg est attestée par le fait que le Conseil local a été le premier en Russie à devenir majoritairement bolchevique dans sa composition et complètement aux mains des bolchéviks dès juin 1917. 
Il est élu au comité central du parti lors du VIe Congrès en juillet 1917.
Après la Révolution d'Octobre et la victoire des bolcheviks, il est nommé en décembre 1917 membre du conseil du Commissariat du peuple aux finances de la RSFSR, vice-président de la Banque populaire, commissaire à la justice de la commune de Petrograd. Le 16 août 1918, il est nommé commissaire du peuple chargé des Finances, membre du 1er Politburo dès le 25 mars 1919 et est élu secrétaire exécutif du comité central du Parti communiste le 29 novembre 1919.
Membre de la gauche du parti, et proche de Léon Trotski, il soutient ce dernier lors de la controverse sur l'avenir des Syndicats (fin 1920 - début 1921) contre la ligne proposée par Lénine. Ce dernier remporte le Xe Congrès du parti en mars 1921 et obtient le non renouvellement de Krestinsky dans ses fonctions au secrétariat et au politburo du Parti, bien que 161 des 479 délégués au congrès, en désaccord avec cette décision, inscrivent le nom de Krestinsky (non inclus dans la liste de vote proposée par Lénine) sur leur bulletin de vote. 
Il reste cependant Commissaire du peuple chargé des Finances jusqu'en octobre 1922 et a participé, de par sa fonction, à la délégation soviétique lors des Accords de Gênes (du 10 avril au 19 mai 1922) dans le but de rétablir l'ordre monétaire mondial.
Il est alors nommé ambassadeur à Berlin, poste diplomatique le plus important à l'étranger. En 1923, il prépare la révolution prolétarienne en Allemagne. Il reçoit de Moscou par la voie diplomatique d'énormes sommes d'argent et les distribue aux « Cents rouges », censés provoquer des affrontements avec la police le 7 novembre 1923, après quoi une action «spontanée» des masses, la saisie des institutions de l'État et la proclamation du pouvoir communiste étaient prévues. Cependant, la « grande révolution » en Allemagne échoue .

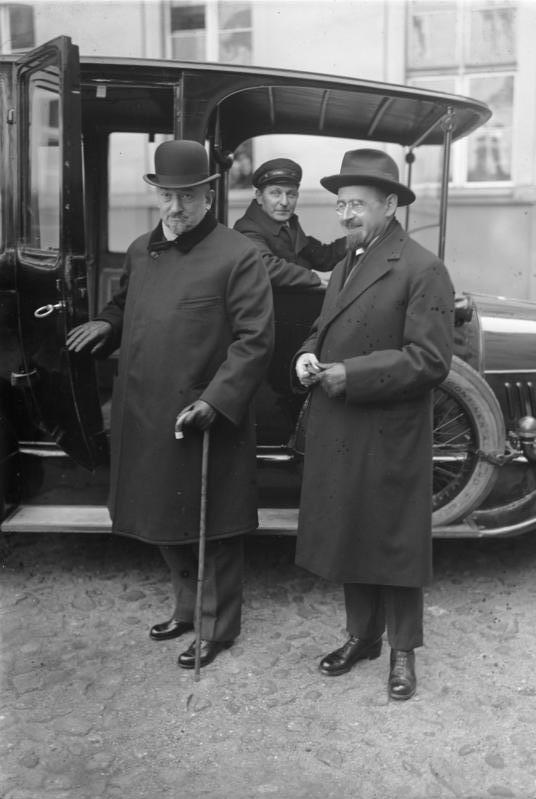
Krestinsky et Gueorgui Tchitcherine (commissaire du peuple aux Affaires étrangères) à Berlin en 1925.

Le 24 avril 1926, il signe le traité de Berlin établissant l'amitié et la neutralité entre l'Allemagne — représentée par son ministre des Affaires étrangères Gustav Stresemann — et l'Union soviétique pour une durée de cinq ans.
Entre 1923 et 1926, il soutient « l' Opposition de gauche » dirigée par Trotsky. 
En 1927, Krestinski abandonne Trotski et se rallie à la ligne stalinienne du parti, ce qui lui permet de revenir à Moscou en 1930 comme commissaire du peuple adjoint chargé des Affaires étrangères.
En 1936, il signe l'acte d'admission en URSS des réserves d'or d'Espagne, transférées à Moscou par le gouvernement républicain. L'or reçu couvrait largement les dépenses de l'URSS pour l'assistance militaire et matérielle aux républicains pendant la guerre civile.
En mars 1937, Staline dit à Krestinsky qu'il n'était pas pratique pour un opposant de rester à un poste où il avait souvent affaire à des étrangers et le démet de cette fonction et le nomme de façon éphémère Commissaire adjoint à la Justice, avant d'être arrêté dès le mois de mai 1937.
Il est accusé d'avoir des liens avec Trotsky, avec les services secrets allemands, dans la préparation d'actes terroristes contre la direction du parti. Après une semaine d'interrogatoires et de tortures, il fait les aveux que l'on attend de lui. Lors du dernier procès de Moscou, il revient sur ses aveux le 12 mars 1938, les dit extorqués contre sa volonté et conteste les accusations portées contre lui. Devant ce coup de théatre inédit dans l'histoire des procès de Moscou, il est renvoyé "pour complément d'enquête". Mais dès le lendemain, il comparait à nouveau et déclare s'être trompé et reconnaît être coupable. Il est finalement condamné à mort et exécuté le 15 mars 1938.
Il est réhabilité par le Collège militaire de la Cour suprême de l'URSS le 6 juillet 1963.